# Siripequi: Entre Mangues e Cerrados
Siripequi: Entre Mangues e Cerrados é um álbum de estúdio colaborativo entre o cantor e compositor goiano Carlinhos Veiga e o músico capixaba Rogério Pinheiro, ambos ex-integrantes do Expresso Luz. Lançado de forma independente em 2005, o álbum visou reunir as visões culturais de ambos os artistas de seus respectivos estados, Goiás e Espírito Santo. A produção musical ficou a cargo de Carlinhos Veiga, enquanto os arranjos foram assinados por Rogério Pinheiro e Daniel Strecht.

## Faixas
1. "Frutos"
2. "Chão e mar"
3. "No caminho"
4. "Amizade"
5. "Zuzim"
6. "Entre mangues e cerrados"
7. "De sal"
8. "Maracatu do aratu"
9. "O Mestre"
10. "Tribos"
11. "Na Kombi"
12. "No mangue"
13. "SiriPequi"